# 新高山悬藓
新高山悬藓（学名：Barbella niitakayamensis）为蔓藓科悬藓属下的一个种。

## 扩展阅读
- 維基物種上的相關：新高山悬藓